# Enéas Marques
Enéas Marques est une municipalité brésilienne située dans l'État du Paraná.